# Velles (Haute-Marne)
Velles település Franciaországban, Haute-Marne megyében. Lakosainak száma 62 fő (2022. január 1.). Velles Guyonvelle, Laferté-sur-Amance, Pisseloup, Voisey, Ouge és Vitrey-sur-Mance községekkel határos.

## Népesség
A település népessége az elmúlt években az alábbi módon változott:
| Lakosok száma | 127  | 95   | 86   | 80   | 72   | 69   | 63   | 62   | 60   | 62   |
|               | 1968 | 1990 | 2006 | 2011 | 2015 | 2016 | 2018 | 2019 | 2021 | 2022 |